# Zhang Xiaodong
Pour les articles homonymes, voir Zhang.
Dans ce nom chinois, le nom de famille, Zhang, précède le nom personnel.
Zhang Xiaodong, née le 4 janvier 1964, est une véliplanchiste chinoise.

## Biographie
Zhang Xiaodong remporte la médaille d'argent de l'épreuve féminine de planche à voile aux Jeux olympiques d'été de 1992 à Barcelone.